# NGC 2997星系群
NGC 2997星系群是以NGC 2997為主，距離地球2億4,800萬光年遠的星系群。它是本星系群所屬的本超星系群內的星系群。